# Флорешть (Римец, Алба)
Флорешть, Флорешті (рум. Florești) — село у повіті Алба в Румунії. Входить до складу комуни Римец.
Село розташоване на відстані 292 км на північний захід від Бухареста, 29 км на північ від Алба-Юлії, 49 км на південь від Клуж-Напоки.

## Населення
За даними перепису населення 2002 року у селі проживали 34 особи, усі — румуни. Усі жителі села рідною мовою назвали румунську.